# Tiberiu al II-lea (asociat, sec. al VII-lea)
Tiberius (în greacă: Τιβέριος) (705 - 711) uneori numit ca Tiberiu al IV-lea a fost un principe bizantin, fiul împăratului Iustinian II și al Teodorei de Khazaria. În 706, la un an, a fost numit co-împărat de către tatăl său. În 711, a fost executat împreună cu mama sa, din ordinul uzurpatorului Philippikos Bardanes.

## Istorie
În anul 705, Iustinian al II-lea a pus la cale o campanie militară pentru a-și recupera tronul. El a strâns o armată numeroasă formată din khazari, bulgari și slavi și a reușit să-l detroneze pe Tiberiu al III-lea, care îl răsturnase anterior pe Leontios. În timp ce se afla în campanie militară, Iustinian și-a lăsat soția, Teodora de Khazaria, în Bulgaria, unde aceasta a născut un băiat pe nume Tiberiu. 
După ce și-a asigurat tronul, Iustinian a trimis să-i aducă pe soția și copilul său nou-născut la Constantinopol. Când Teodora și Tiberiu au ajuns la Constantinopol în 706, ei au fost încoronați augusta și augustus, ceea ce a asigurat succesiunea dinastică a familiei.
În anul 710, papa Constantin a efectuat o vizită la Constantinopol, unde a fost întâmpinat de Senatul bizantin și de Tiberiu, care era acum co-împărat alături de tatăl său. Abia după aceea, papa s-a întâlnit cu Iustinian al II-lea.

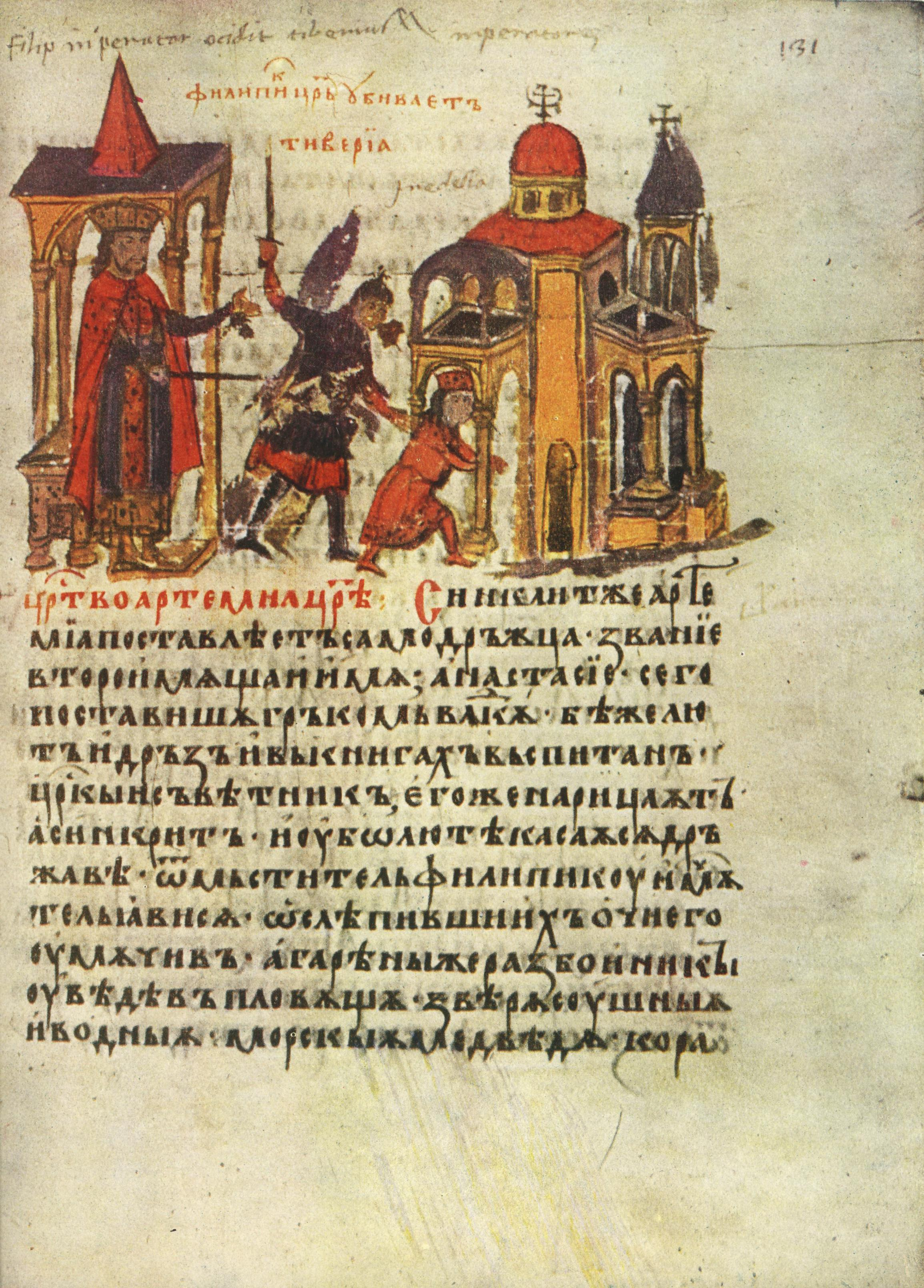
Philippikos Bardanes ordonă uciderea lui Tiberius, fiul lui Iustinian II; miniatură din Cronica universală (Χρονική σύνοψις) de Constantin Manasses, secolul al XIV-lea

În anul 711, orașul Chersonesos s-a răsculat împotriva lui Iustinian al II-lea. Rebeliunea era condusă de Bardanes, un general exilat. În ciuda unui contraatac, rebelii au rezistat și chiar au reușit să atragă forțele trimise împotriva lor în propria lor rebeliune. După aceasta, rebelii au mărșăluit asupra capitalei, Constantinopol, și l-au proclamat pe Bardanes ca împărat Philippicus. În timpul acestor evenimente, Iustinian al II-lea se afla în Armenia și nu a reușit să ajungă la Constantinopol la timp pentru a-și apăra tronul. Când a ajuns în cele din urmă, a fost arestat și executat în afara orașului în noiembrie 711. Capul său a fost păstrat de Bardanes ca trofeu. 
La aflarea veștii morții, Anastasia, mama lui Iustinian al II-lea, l-a dus pe Tiberiu, care avea în acel moment șase ani, la Biserica Sfânta Maria din Blachernae, ca să-l ducă la adăpost. A fost urmărit de oamenii trimiși de Bardanes, care l-au târât de pe altar și l-au ucis în afara bisericii.
Mai târziu, au apărut două persoane distincte care pretindeau că sunt Tiberiu: una în anii 717-718, în timpul asediului Constantinopolului de către arabi; și alta în anul 737.
Al doilea impostor, numit Bashir, care a conspirat cu un orb numit Theophantus. Planul lor a fost ca Theophantus să meargă la Sulayman ibn Hisham, un general arab și fiul califului Ummayyad Hisham ibn Abd al-Malik, și să-i spună că știe unde se află adevăratul Tiberiu, care era de fapt Bashir. Sulayman l-a crezut pe Theophantus și l-a instruit să-l aducă pe Bashir la el, iar Theophantus a fost de acord să facă acest lucru în schimbul unor sume mari de bani.
Ulterior, Theophantus l-a predat pe Bashir lui Sulayman, iar Bashir a negat că ar fi Tiberiu, pentru a-l face pe Sulayman să fie sigur că el era într-adevăr Tiberiu. După multe promisiuni de siguranță și recompensă, Bashir a „mărturisit” că era Tiberiu. Sulayman l-a informat imediat pe tatăl său, Hisham, care i-a ordonat să îmbrace pe falsul Tiberiu în haine regale și să îl pună să defileze prin toate orașele importante, începând cu Edessa și continuând cu celelalte orașe mari. Cu toate acestea, în cele din urmă, înșelăciunea lui Bashir a fost dezvăluită, iar acesta a fost crucificat în Edessa.

## Numismatică
Tiberius poate fi identificat pe monedele emise în timpul celei de-a doua domnii a lui Iustinian al II-lea (705-711). În timpul primei sale domnii (686-695), au fost bătute primele monede care aveau o reprezentare a lui Iisus Hristos pe avers. În timpul celei de-a doua domnii, Tiberius a fost reprezentat pe reversul monedelor, alături de Iustinian al II-lea. Ambii au coroane pe cap, poartă loros și chlamys și țin în mâini o cruceLegenda reversului sună astfel: „Domini Nostri Iustinianus et Tiberius Perpetui Augusti”, ceea ce înseamnă „Domnii noștri Iustinian și Tiberius, Împărații veșnici”.

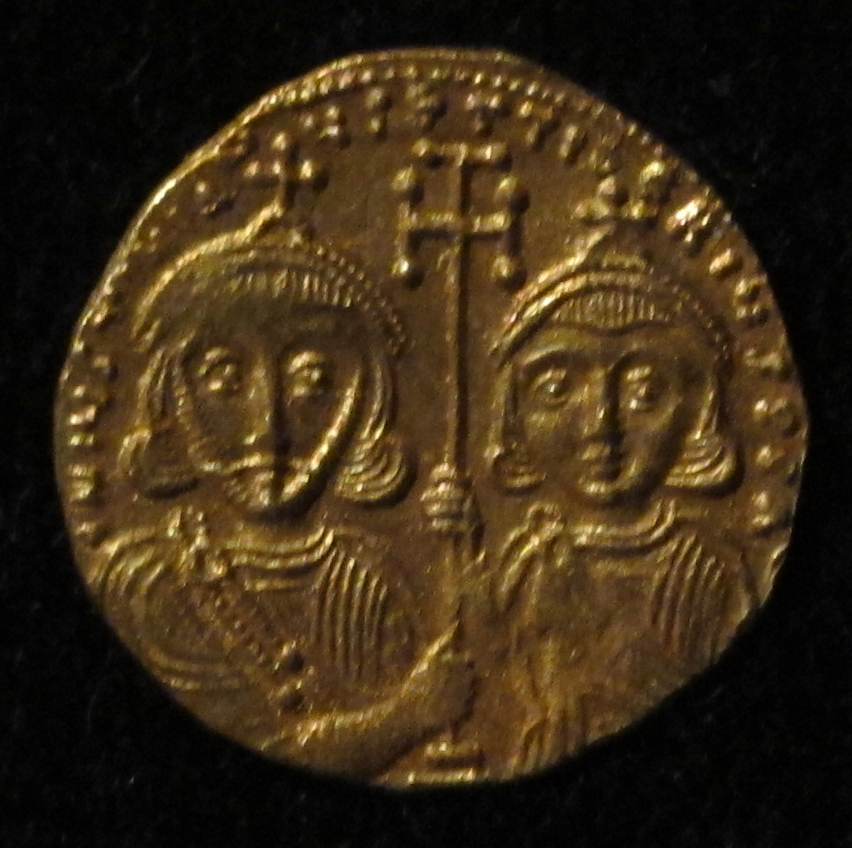
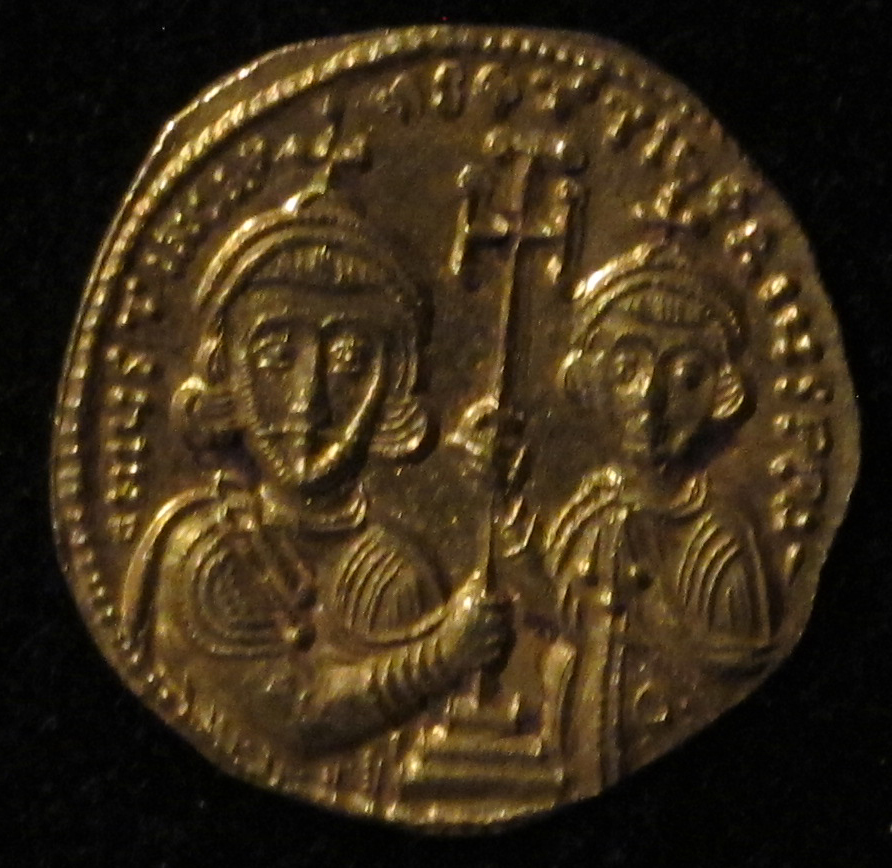
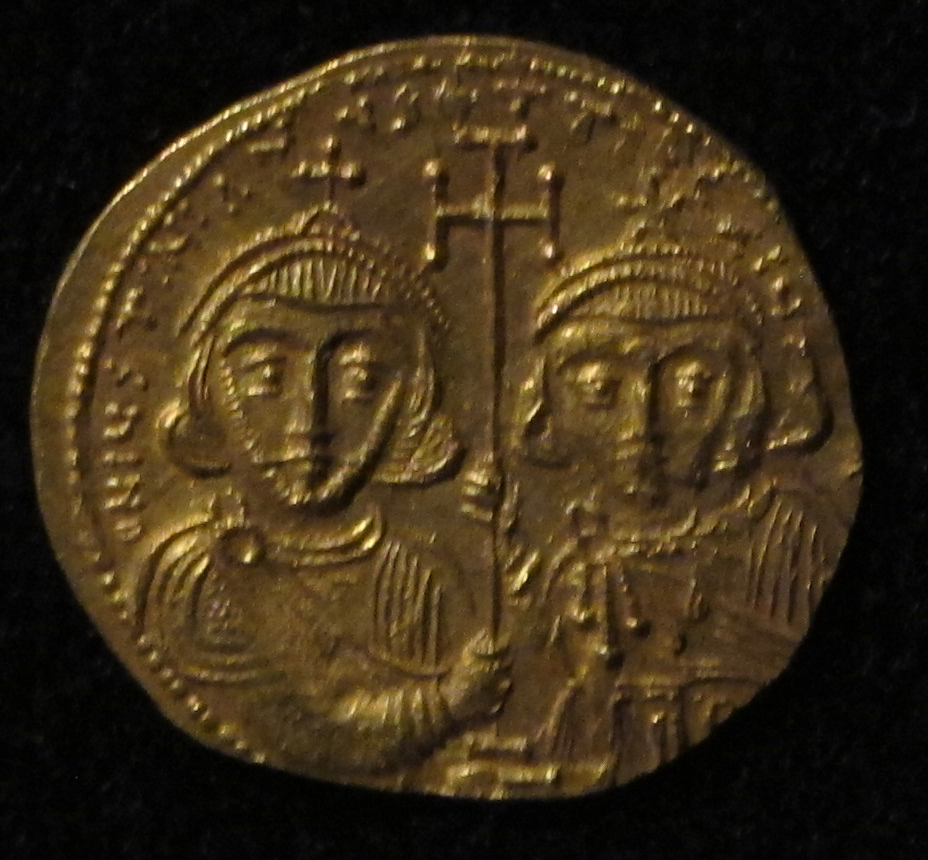
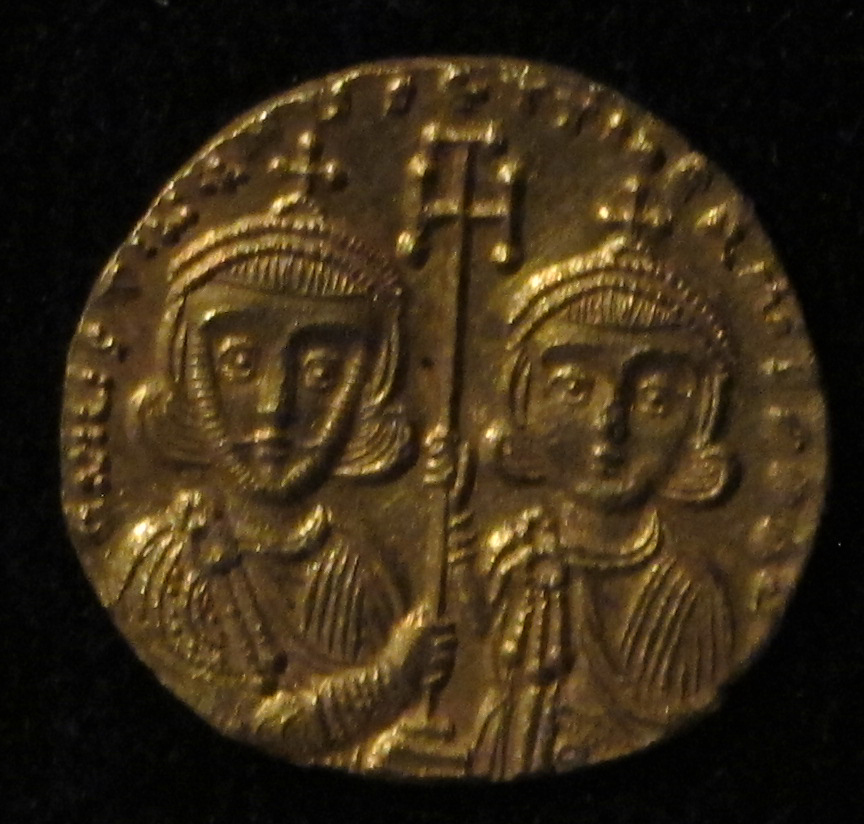
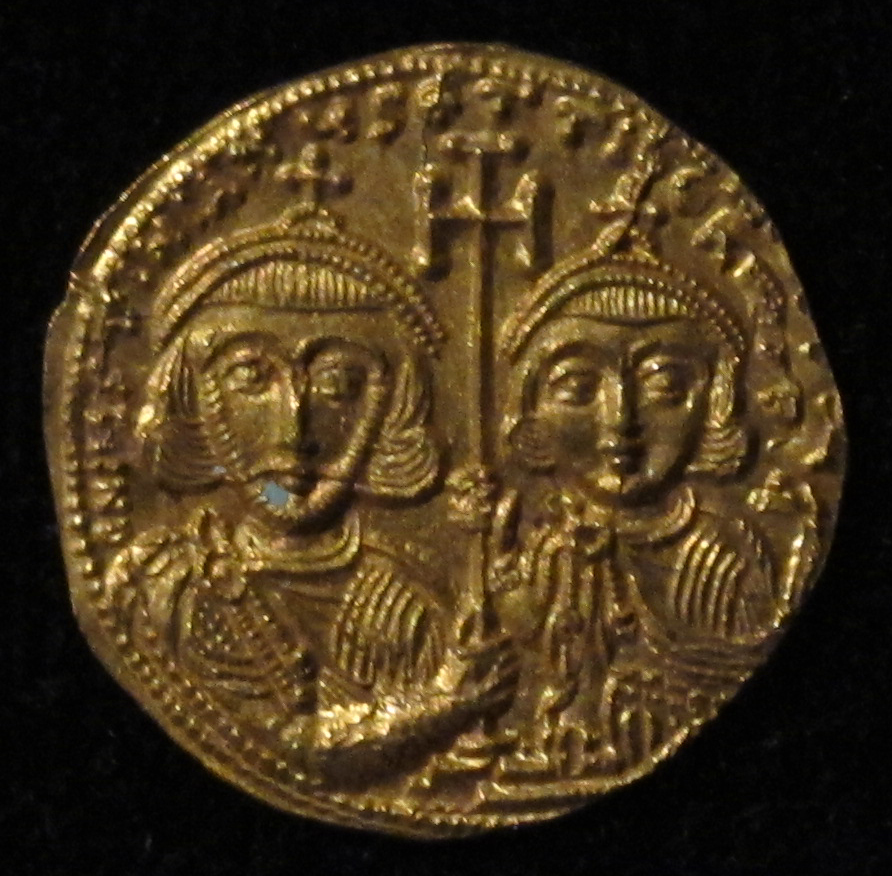
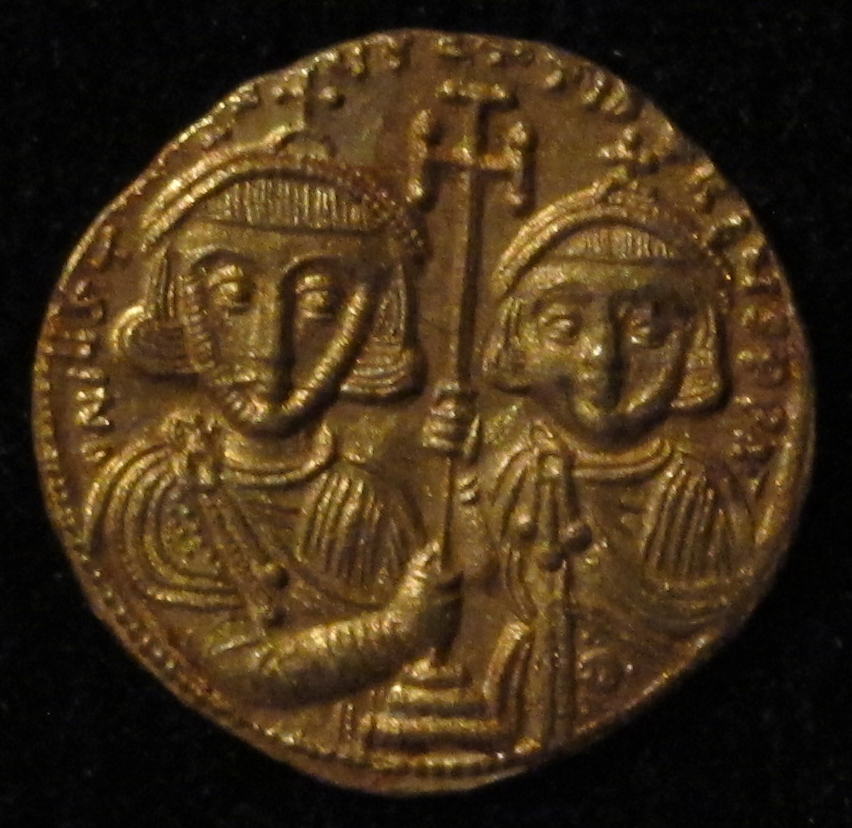
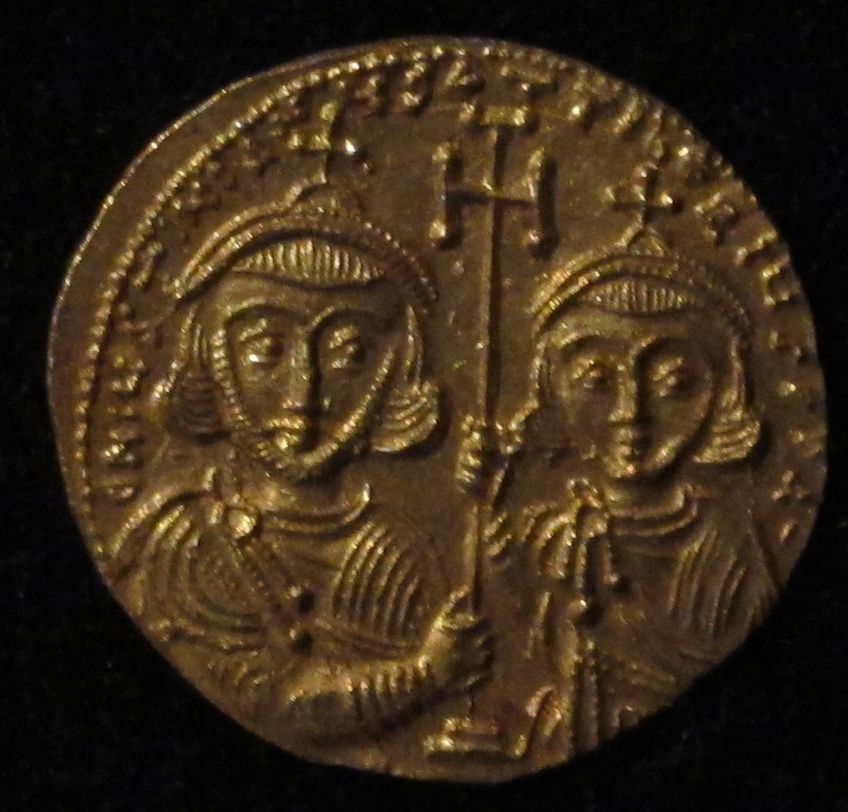
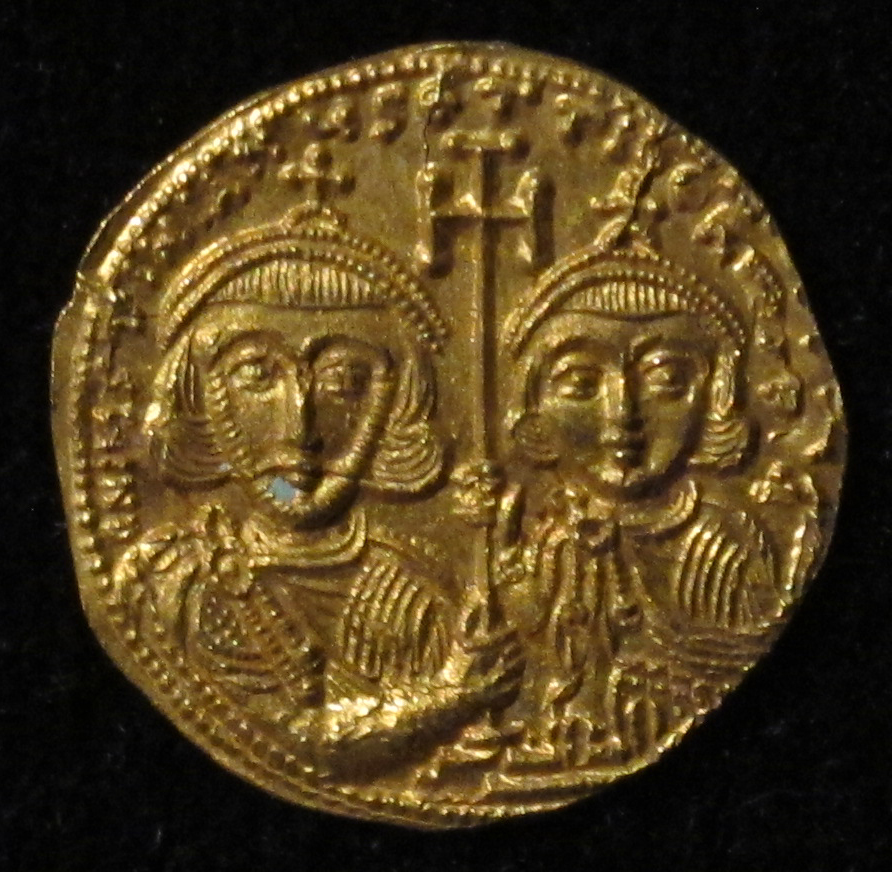
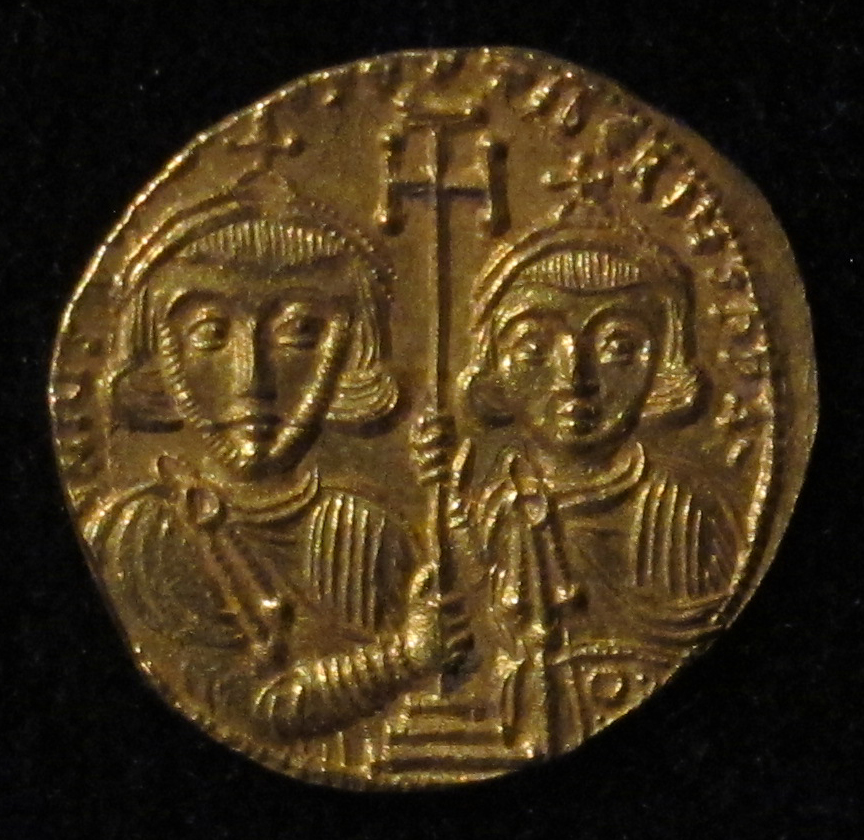

1. 1 2 3  Venning, Timothy; Harris, Jonathan (2006). A Chronology of the Byzantine Empire. Palgrave Macmillan. ISBN 9780230505865.
2. ↑  Crawford, Peter (2013). The War of the Three Gods. Pen & Sword Military. ISBN 9781848846128.
3. ↑  Bellinger, Alfred Raymond; Grierson, Philip (1968). Catalogue of the Byzantine coins in the Dumbarton Oaks Collection and in the Whittemore Collection. Dumbarton Oaks. OCLC 847177622.
4. 1 2 3  Bury, J. B. (John Bagnell) (1889), A history of the later Roman Empire from Arcadius to Irene, 395 A.D. to 800 A.D, Robarts - University of Toronto, London Macmillan, accesat în 27 mai 2023
5. 1 2  Haldon, John (2016). The Empire That Would Not Die. Harvard University Press. ISBN 9780674969179.
6. ↑  Motzki, Harald (2016). Hadith: Origins and Developments. Routledge. ISBN 9781351931816.
7. ↑  Hoyland, Robert G. (2011). Theophilus of Edessa's Chronicle and the Circulation of Historical Knowledge in Late Antiquity and Early Islam. Liverpool University Press. ISBN 9781846316975.